# Ich kann’s kaum erwarten!
Ich kann’s kaum erwarten! (Can’t Hardly Wait) ist eine US-amerikanische Filmkomödie aus dem Jahr 1998. Regie führten Harry Elfont und Deborah Kaplan, die auch das Drehbuch schrieben.

## Handlung
Die Schüler Preston Meyers und Amanda Beckett besuchen die Abschlussparty der Schule. Meyers will Beckett seine Gefühle für sie offenbaren während Beckett kürzlich von ihrem Freund Mike Dexter enttäuscht wurde. Denise Fleming will die Party zuerst nicht besuchen. Sie ändert ihre Meinung, als sie von dem mit ihr befreundeten Meyers hört, was dieser vorhat.
Dexter überredet seine Freunde, genauso wie er Schluss mit der jeweiligen Freundin zu machen und das Studium als Single zu beginnen. Ein bekannter Student sagt ihm, solche Studenten seien zahlreich und würden als Freaks gelten.
Beckett versucht auf der Party herauszufinden, wie weit sie im Bekanntenkreis als ehemalige Freundin Dexters gilt. Die anderen Freundinnen des Jungen trösten sie. Sie bekommt einen Brief zugesteckt, den Meyers an sie schrieb. Währenddessen versucht Dexter, sie zurückzugewinnen. William Lichter versucht, sich an Dexter für die während der Schulzeit erfahrenen Demütigungen zu rächen. Dexter entschuldigt sich bei ihm, was Lichter akzeptiert.
Beckett sucht Meyers und findet ihn in einem Bahnhof. Am Ende küssen sich Meyers und Beckett; sie werden ein Paar.

## Kritiken
James Berardinelli schrieb auf ReelViews, der Film ahme die Teenagerkomödien der 1980er Jahre von John Hughes nach. Er sei „schmerzhaft vorhersehbar“ und mit unnützen Substrängen der Handlung „überflutet“. Die Charaktere in diesen Substrängen seien zweidimensional.
Das Lexikon des internationalen Films schrieb, der Film biete ein „schwere- und zeitloses Sujet, das allerdings die ewig gleichen Klischees derart lieblos“ reproduziere, „dass der Film zum Scheitern verurteilt“ sei. Der Rest sei „stromlinienförmige Unterhaltung, deren emotionale Verwerfungen ihrer Charaktere beliebiger Anlass für eine 90-Jahre-Variante des George Lucas Klassikers "American Graffiti"“ sei.
Die Zeitschrift TV Spielfilm bezeichnete den Film als ein „kurzweiliges Tohuwabohu aufgekratzter Teenager“, „frivol und locker wie eine Schulfete“.

## Auszeichnungen
Jennifer Love Hewitt wurde im Jahr 1999 für den Young Artist Award und für den MTV Movie Award nominiert.

## Hintergründe
Der Film wurde in Los Angeles, in Downey, in Altadena und in Temple City gedreht. Seine Produktionskosten betrugen schätzungsweise 10 Millionen US-Dollar. Der Film spielte in den Kinos der USA ca. 25,3 Millionen US-Dollar ein.